# Каменець-Подольськ
Ка́менець-Подо́льськ (рос. Каменец-Подольск) — село у складі району імені Лазо Хабаровського краю, Росія. Входить до складу Святогорського сільського поселення.

## Географія
Село розташувалося на річці Хор, яка є правою притокою Уссурі. Найближчі залізничні станції — Хор і Вірино на Транссибірській магістралі. Навколо села мальовнича тайга.

## Історія
Село 1911 року заснували переселенці з Поділля Іван Дзюба, Мартин Осадчук та інші, які одностайно вирішили назвати село на честь міста Кам'янець-Подільськ (нині Кам'янець-Подільський).
У радянський час — бригадне село Світлогорського радгоспу, який спеціалізувався на вирощуванні овочів, за 7 км від центральної садиби.

## Населення
Населення — 65 осіб (2010; 70 у 2002).
Національний склад (станом на 2002 рік):
- росіяни — 76 %